# Bastos et Zakousky
Bastos et Zakousky est une série de bande dessinée dessinée par Pierre Tranchand et scénarisée par François Corteggiani. La série se déroule en 1905, en Russie, principalement en Sibérie, sous le règne de Nicolas II, et a pour protagonistes Bastien "Bastos" Larkos, un cambrioleur français, Zakousky, un trappeur samoyède et le professeur Nikolaï Lakonik. 

## Albums
1. Rendez-vous à Kobs
2. La Forteresse des Neiges
3. Le Doigt du Tsar
4. La Piste des Jigans
5. Pour une Chapka de Larmes
6. L'Heure du Taureau